# 执政官塔楼

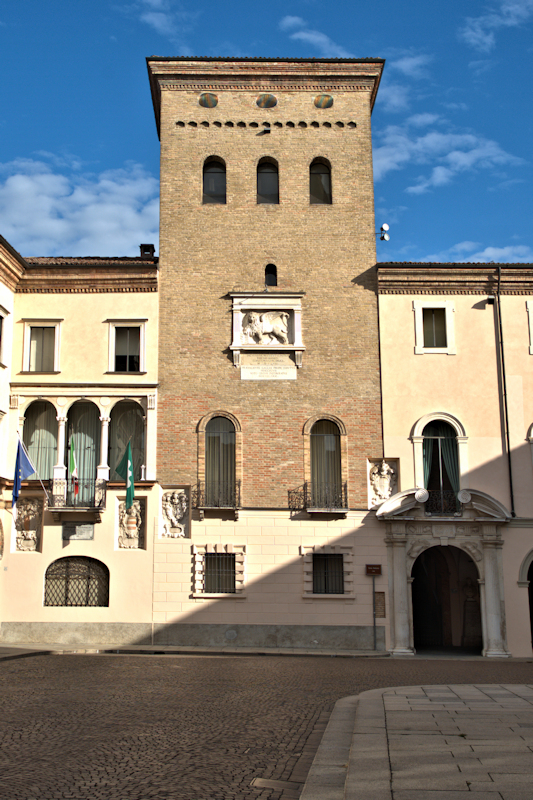

执政官塔楼（Torre Pretoria）是意大利伦巴第大区克雷莫纳省克雷马一座起源于中世纪的建筑，建于1286年，文艺复兴风格，位于主教座堂广场（Piazza Duomo），介于克雷马市政宫与执政官宫之间。

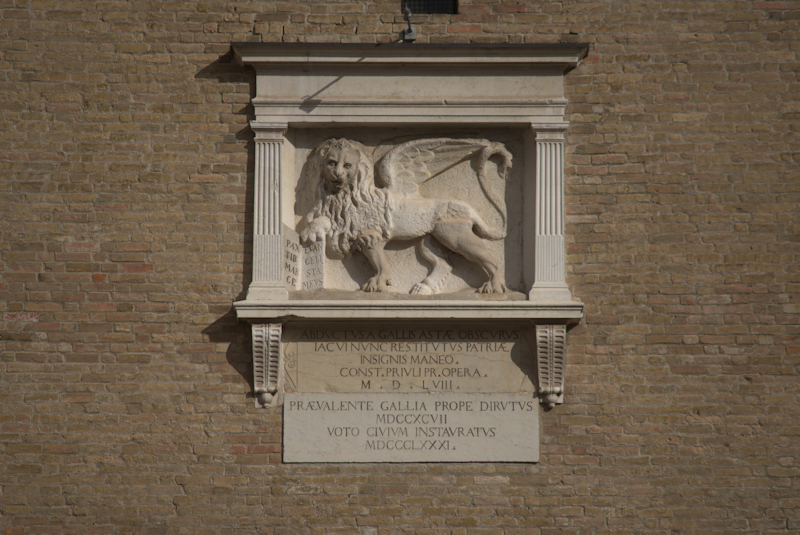
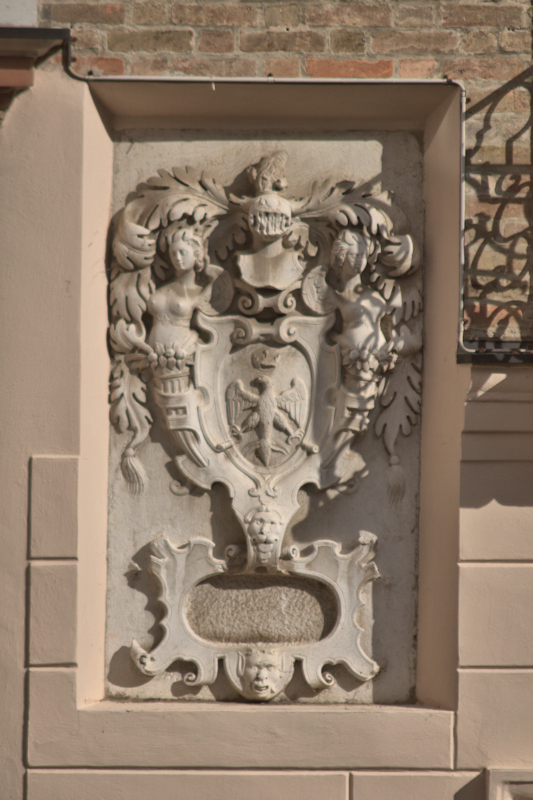
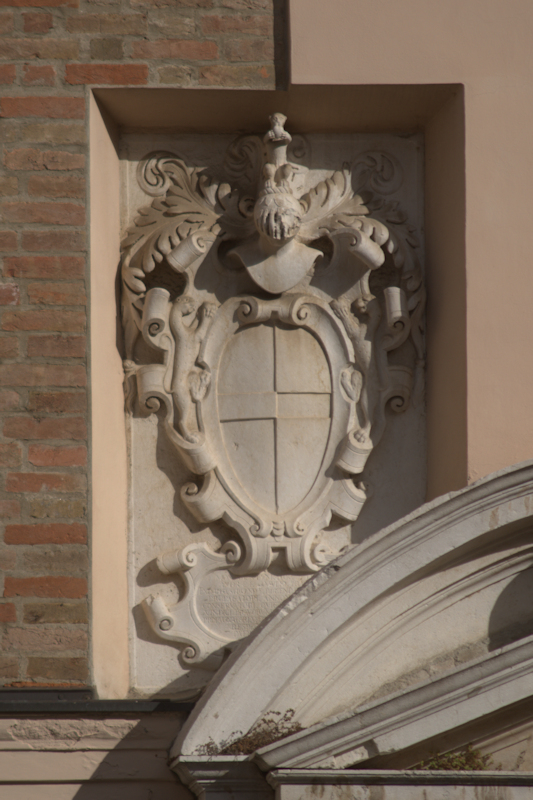